# Valle del Rudrón
La Vallée du Rudrón (en espagnol : Valle del Rudrón) est une vallée espagnole de la province de Burgos, dans la communauté autonome de Castille et Leon, en bordure de la communauté autonome de Cantabrie.
Elle abrite les villages de Barrio Panizares, Hoyos del Tozo, Moradillo del Castillo, Santa Coloma del Rudrón, Bañuelos del Rudrón, Tablada del Rudrón, Tubilla del Agua, Covanera, San Felices del Rudrón et Valdelateja.
D'un point de vue structurel, le relief est organisé autour d'une grande unité morphostructurale. La rivière divise et sépare une vaste friche en deux versants identiques dans leurs structures géologiques, créant la Vallée du Rudrón. À gauche la Lande de La Lora (en espagnol : Páramo de La Lora) et à droite la Lande de Masa (en espagnol : Páramo de Masa).

## Description géographique

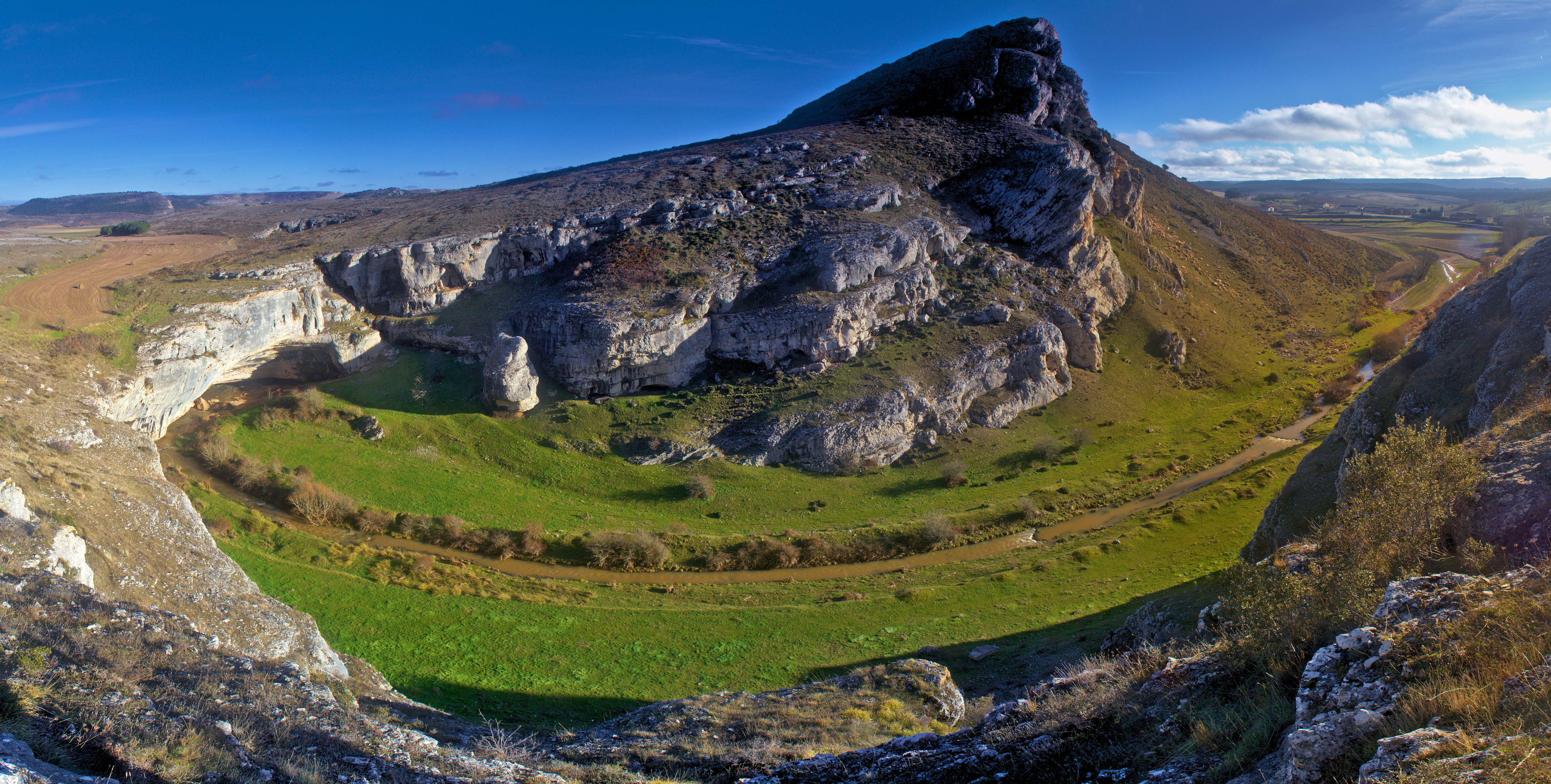
Grotte de l'eau (Basconcillos del Tozo). La rivière Urón déplace vers la droite à gauche en direction de la vallée, comme le montre l'image, introduit dans le système karstique dont l'entrée est observé grotte sur la gauche. La rivière coule à travers la zone à l'arrière et à gauche de l'image et le nom de la rivière Rudrón.

La rivière Rudrón après des millions d'années d'un processus d'érosion a perforé la roche sédimentaire très plane qui forme son bassin. Ce processus d'érosion a formé un puits de drainage où se déversent les autres ruisseaux et rivières. Le Rudrón prend sa source dans le comarque de Tozo, plus précisément dans le village de San Mamés de Abar où il est appelé rivière Urón. et recueille l'eau de certains fleuves de le comarque de Tozo.
La vallée est interrompue lorsque la rivière devient souterraine au niveau de Basconcillos del Tozo. La résurgence se trouve à Barrio Panizares. Après des millions d'années, le produit de cette érosion a généré les pentes abruptes, parfois spectaculaires. Dans les basses terres de la vallée dominée calcaire.
Cette érosion a généré de nombreuses sources, des fontaines et des ruisseaux qui ont foré différents aquifères, dans certains cas spectaculaires comme Le Puits Bleu (en espagnol : Pozo Azul) dans le village de Covanera. Ce dernier est l'un des sites majeurs de plongée souterraine et d'activités sous-marines au monde. C'est le deuxième plus grand en Europe quant à sa longueur.

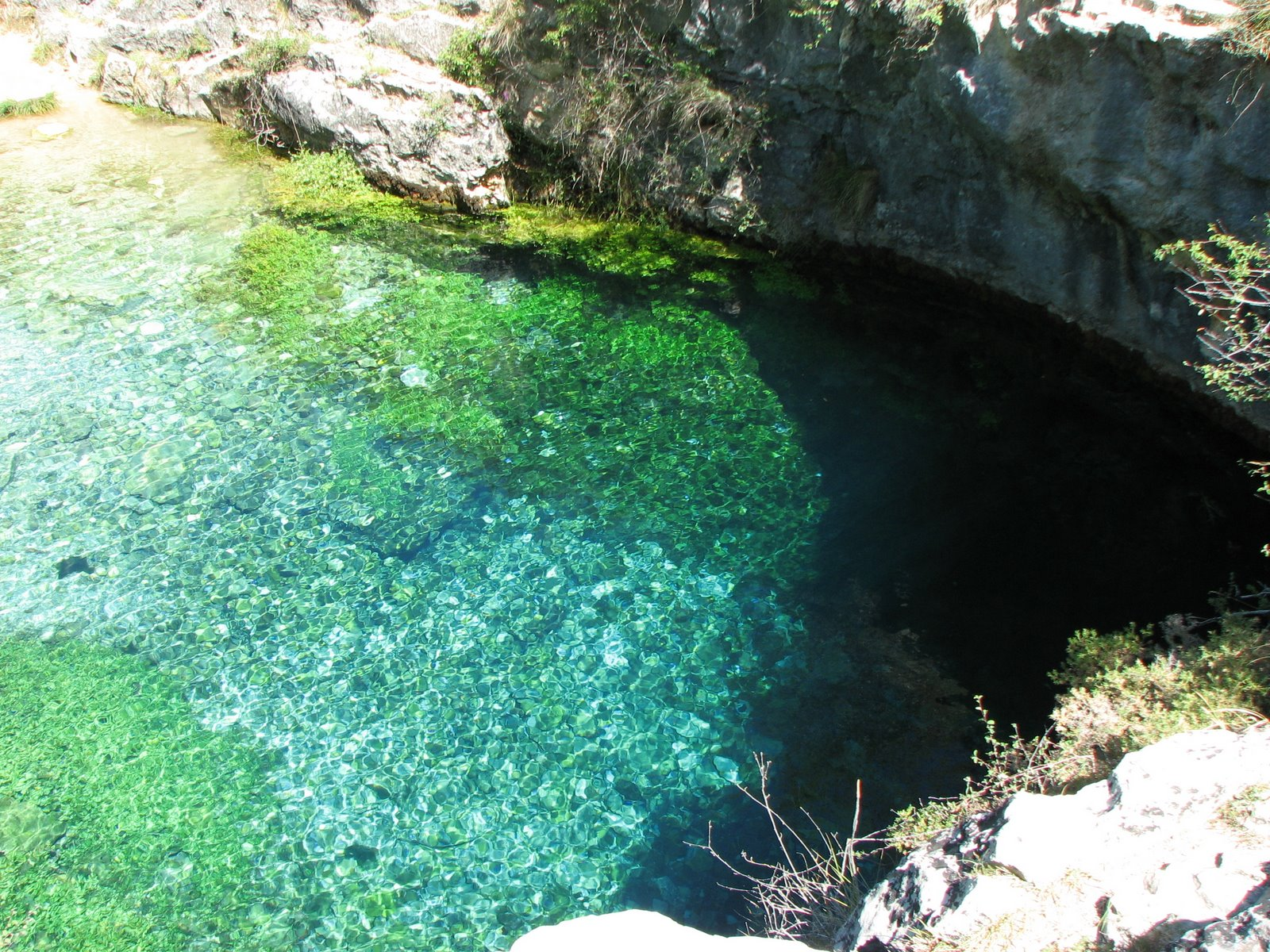
Covanera : Pozo Azul.